# Ute Schmid (Informatikerin)
Ute Maria Schmid (* 1965 in Günzburg) ist eine deutsche Informatikerin und leitet den Lehrstuhl für Kognitive Systeme an der Otto-Friedrich-Universität Bamberg.

## Berufliche Entwicklung
Nach dem Abitur im Jahr 1984 am St.-Thomas-Gymnasium Wettenhausen studierte Ute Schmid Psychologie bis zum Vordiplom an der Erziehungswissenschaftlichen Hochschule Landau, schloss mit dem Diplom an der Technischen Universität Berlin (TU Berlin) 1989 ab und arbeitete anschließend als wissenschaftliche Mitarbeiterin am Institut für Psychologie der TU Berlin. Parallel dazu studierte sie Informatik an der TU und erlangte im Jahr 1994 das Diplom. Nach ihrer Promotion 1994 bei Bernd Mahr und Klaus Eyferth war sie wissenschaftliche Assistentin in der Gruppe Methoden der künstlichen Intelligenz und erwarb die Lehrbefähigung für das Fach Informatik 2002. 
Nach einem Forschungsaufenthalt über ein DFG-Stipendium an der Carnegie Mellon University und einer Position als Akademische Rätin an der Universität Osnabrück erhielt sie 2004 den Ruf auf eine C3-Professur in Bamberg.
Seit 2022 leitet Ute Schmid den Lehrstuhl für Kognitive Systeme der Otto-Friedrich-Universität Bamberg. Sie forscht zu Künstlicher Intelligenz und steht dem Bamberger Center for Artificial Intelligence (BaCAI) seit dessen Gründung 2023 als geschäftsführende Direktorin vor. Zudem leitete sie 2020–2025 die Projektgruppe Erklärbare Künstliche Intelligenz (Comprehensible Artificial Intelligence) am Fraunhofer-Institut für Integrierte Schaltungen.

## Forschungsschwerpunkte
Ihre Forschungsschwerpunkte befinden sich an der Schnittstelle zwischen menschlicher und künstlicher Intelligenz, insbesondere
- Maschinelles Lernen, besonders Induktive Logische Programmierung
- Erklärbare KI und interaktives maschinelles Lernen
- Intelligente Tutorsysteme
- Kognitionswissenschaft
- KI und Bildung

Sie verbindet dabei in interdisziplinärer Weise Erkenntnisse aus der Psychologie mit Erkenntnissen aus der Informatik.

## Ehrungen
- Minerva Informatics Equality Award 2018[9][10]
- Rainer-Markgraf-Preis 2020[11][12]
- Fellow der Europäischen Vereinigung für Künstliche Intelligenz 2022[13]
- Fellow der Gesellschaft für Informatik 2023[14]

## Ehrenamt
Ute Schmid wurde 2020 ins Direktorium am Bayerischen Forschungsinstitut für Digitale Transformation (bidt) berufen und bildet mit Alexander Pretschner den geschäftsleitenden Ausschuss.
Außerdem wurde sie in den Bayerischen KI-Rat berufen.
Sie engagiert sich für die Vermittlung von Informatik- und KI-Kompetenzen bereits für Kinder. Zum Beispiel entwickelte sie einen Kurs „Data Literacy für die Grundschule“ mit einer grundlegenden Einführung in das Thema Datenkompetenz sowie der passenden didaktischen Materialien zur Umsetzung im Unterricht.
Ute Schmid war Teil der Jury, die 2019 auf Initiative der Gesellschaft für Informatik e. V. insgesamt zehn „Zukunftsfragen“ rund um Künstliche Intelligenz evaluiert hat.
Darüber hinaus engagiert sich Ute Schmid seit vielen Jahren im Rahmen der interdisziplinären Forschungsgruppe Elementarinformatik (FELI) für die Vermittlung informatischen Denkens in Vor- und Grundschule.
Für ihr Engagement als Gleichstellungsbeauftragte der Fakultät Wirtschaftsinformatik und Angewandte Informatik (WIAI) der Otto-Friedrich-Universität Bamberg wurde 2024 das Team um Ute Schmid mit dem Preis des Fakultätentag Informatik für herausragende Gleichstellungs- und Diversitätsarbeit ausgezeichnet.

## Buchveröffentlichungen
- Ute Schmid, Martin Christof Kindsmüller: Kognitive Modellierung: Eine Einführung in logische und algorithmische Grundlagen. Spektrum, Heidelberg 1996, ISBN 978-3-86025-367-0.
- Ute Schmid: Inductive Synthesis of Functional Programs: Universal Planning, Folding of Finite Programs, and Schema Abstraction by Analogical Reasoning. LNCS 2654. Springer, Heidelberg 2008, ISBN 978-3-540-40174-2.
- Ute Schmid, Emanuel Kitzelmann, Rinus Plasmejer: Approaches and Applications of Inductive Programming: Third International Workshop (AAIP 2009, Edinburgh, UK, Revised Papers). LNCS 5812. Springer, Heidelberg 2009. https://doi.org/10.1007/978-3-642-11931-6.
- Günther Görz, Josef Schneeberger, Ute Schmid (Hrsg.): Handbuch der Künstlichen Intelligenz (5. Auflage). De Gruyter Oldenbourg, 2013, ISBN 978-3-486-71307-7.
- Ute Schmid, Katharina Weitz: Referate präsentieren mit PowerPoint für Dummies Junior. Wiley, Weinheim 2017, ISBN 978-3-527-71396-7.
- Ute Schmid, Michael Siebers, Katharina Weitz: Künstliche Intelligenz selber programmieren für Dummies Junior. Wiley, Weinheim 2019, ISBN 978-3-527-71573-2.
- Katja Köhler, Ute Schmid, Katharina Weitz, Lorenz Weiß: Pixel & Co. - Informatik in der Grundschule: Arbeitsheft. Westermann, Braunschweig 2020, ISBN 978-3-14-129855-0.
- Matthias Dossenbach, Thomas Ernst, Ute Schmid, Alexandra Schyma, Alexander Werner: Informatik – Mittelschule Bayern 5. Buchner, Bamberg 2020, ISBN 978-3-661-38105-3.
- Ulrich Furbach, Emanuel Kitzelmann, Tilman Michaeli, Ute Schmid (Hrsg.): Künstliche Intelligenz für Lehrkräfte. Eine fachliche Einführung mit didaktischen Hinweisen. Springer, Heidelberg 2024, https://doi.org/10.1007/978-3-658-44248-4.
- Ute Schmid, Michael Siebers, Katharina Weitz: Künstliche Intelligenz selber programmieren für Dummies Junior (2. erweiterte Auflage). Wiley, Weinheim 2024, ISBN 978-3-527-72188-7.
- Marco Ragni, Ute Schmid: Kognitive Künstliche Intelligenz. Springer, Heidelberg 2025, ISBN 978-3-662-69497-8.
- Sanna Pohlmann-Rother, Tina Jocham, Ute Schmid et al.: Informatische Bildung in der Grundschule (Grundschule heute). Kohlhammer, Stuttgart 2025, ISBN 978-3-17-040748-0.
- Tanya Braun, Eyke Hüllermeier, Ute Schmid, Günther Görz (Hrsg.): Handbuch der Künstlichen Intelligenz (7. Auflage). De Gruyter, Berlin 2025, ISBN 978-3-11-138649-2.